# Protonemura libanica
Protonemura libanica är en bäcksländeart som beskrevs av Aubert 1964. Protonemura libanica ingår i släktet Protonemura och familjen kryssbäcksländor. Inga underarter finns listade i Catalogue of Life.